# Giovanni Battista Grossi
Giovanni Battista Grossi, noto anche come Giambattista de Grossis, o Giovanni Battista de Grossi (Catania, 1605 – Catania, 20 agosto 1666), è stato uno storico e teologo italiano.

## Biografia
Dopo aver indossato l'abito talare si laureò in Sacra teologia e in Diritto civile e canonico. Il suo ingegno, la sua eloquenza, la sua dottrina e la sua erudizione lo fecero distinguere sempre fra i suoi contemporanei per la vastità della sua erudizione, e il suo zelo infaticabile. Il Vescovo di Catania lo nominò Esaminatore dei Confessori, Assessore alla Corte vescovile, Vicario generale e Protonotaro apostolico della parrocchia e cappella regia di S. Maria dell'Elemosina. Ebbe a Catania la cattedra di diritto canonico. Lasciò varie opere e fama di sé.
Secondo Francesco Ferrara, Grossi « raccolse tutte le inezie e le ridicole invenzioni relative alla sua patria Catania »: il suo Decacordum catanense, pubblicato a Catania negli anni 1642 e 1647, contiene, prosegue il Ferrara, « quanto di sacro e di profano storico appartiene a quella illustre città; ma insieme le puerili invenzioni moderne per delucidare vieppiù le quali presenta sovente le vedute incise ». Catania sacra (1654) è una storia ragionata e documentata dei vescovi della città etnea dalla sua conversione alla religione cristiana sino a Marco Antonio Gussio, vescovo di Catania dal 22 agosto 1650 al luglio 1660, al quale l'opera è diretta. In Agatha catanensis (1656) prova contro l'Inveges che la Santa fu catanese. Scrisse fra l'altro un libro Abbatem vindicatus (Firenze, 1651) per difendere l'abate palermitano cardinale Niccolò Tedeschi.
Il nipote don Santoro Oliva, anch'egli erudito prelato, professore di diritto canonico nell'Università di Catania e Canonico della Cattedrale, amico del Belluto, diede in dono (1687) al Seminario dei Chierici
 la biblioteca dello zio insieme a tutti i manoscritti; restò sepolto sotto le rovine del terremoto del 1693.

## Opere

### Stampa
- Catanense decacordon, sive novissima sacrae Catanensis ecclesiae notitia quam tum ecclesiastica, tum secularis Catanensis politiae status universus intenta signatur, voll. 2, Catanae, typis Joannis Rossi, 1642-47. (volume 2, 1647, on line)
- Abbas vindicatus, sive D. Nicolai de Tudiscis siculi catanensis S.R.E. Cardinalis, Archiepiscopi Panormitani vita, Florentiae, typis Amatoris Massae, 1651.
- Catana sacra, sive de Episcopis catanensibus, rebusque ab iis praeclare gestis a christianae religionis exordio ad nostram usque aetatem, Catanae, typis Vincentii Petronii, 1654.
- De appulsu reliquiarum S. Agathae v. et. m. Callipolim conjectatio, Licii, apud Petrum Michaelem, 1656.
- Agatha catanensis, sive de natali, patria D. Agathae dissertatio historico-apologetica, Catanae, typis Vincentii Petronii, 1654.
- Controversiarum forensium iudiciorum, tomus primus, Catanae, typis Vincentii Petronii, 1662.
- Commentarium ad capitulum LXXVIII Regni Caroli V Caesars de contractitibus per minores non celebrandis absque auctoritate curatoris vel iudiciis, Panormi, apud Josephum Bisagnum, 1663.
- Tutamen veritatis trium praepositionum, quas in commentario ad cap. LXXVIII Regis Caroli V Caesaris semper Augusti e Contractibus per minores XVIII annis non celebrandis absque auctoritate iudicis vel curatoris ediderat, Messanae, ex typographia Iacobi Mattaei, 1664.
- Theori-praxis ad Constitutiones pragmaticales Illm et Excellm D. Comitis Castrensis in hoc Siciliae Regno olim Proregis, Catanae, typis Vincentii Petronii, 1651 (curata anche dal nipote dell'Autore Santoro Oliva); seconda ed., Catana, typis Ioannis Bisagno, 1667.

### Manoscritti
- Gentilitia Caelestris familiae nobilitas.
- Agatho restitutus.
- Jura omnia Regiae, atque insignis Collegiatae Catanensis Ecclesise B. Mariae de Eleemosyna.
- Annales Catanenses.
- Relectio in § D. Severi et Antonini de L. filius familiae ff. de Legatis, primo qua universa fidecommissorum materia breviter, ac dilucide explicantur.
- Diarium catanense.
- Lyceum catanense, sive de scriptoribus catanensibus.